# Haucourt (Pas-de-Calais)
Haucourt település Franciaországban, Pas-de-Calais megyében. Lakosainak száma 203 fő (2022. január 1.). Haucourt Rémy, Villers-lès-Cagnicourt, Vis-en-Artois, Cagnicourt, Dury, Éterpigny és Hendecourt-lès-Cagnicourt községekkel határos.

## Népesség
A település népességének változása:
| Lakosok száma | 251  | 247  | 249  | 238  | 229  | 219  | 213  | 208  | 203  |
|               | 2013 | 2015 | 2016 | 2017 | 2018 | 2019 | 2020 | 2021 | 2022 |